# ルーク・ロックホールド
￼ルーク・ロックホールド（Luke Rockhold、1984年10月5日 - ）は、アメリカ合衆国の元総合格闘家。カリフォルニア州サンタクルーズ出身。アメリカン・キックボクシング・アカデミー所属。元UFC世界ミドル級王者。元Strikeforce世界ミドル級王者。

## 来歴
父親がプロバスケットボール選手、兄がプロサーファーというスポーツ一家に生まれる。初めての格闘技経験は6歳から10歳頃まで柔道をやっていた。中学からレスリングを始める。高校まではレスリングをやっていたが大学ではレスリングを辞め、夢であった総合格闘家になるために高校から始めていたブラジリアン柔術に完全転向した。
友人の紹介で2006年にアメリカン・キックボクシング・アカデミーの入門テストに挑戦。打撃経験なしながらUFC選手とのスパーリングでハビアー・メンデス会長から高評価を受けた。
2007年6月、地元カリフォルニア州で開催された世界柔術選手権に出場し、青帯とノーギの紫帯で優勝を果たした。
2007年7月、プロ総合格闘家デビュー。

### Strikeforce
2008年2月1日、Strikeforceに参戦。

#### Strikeforce世界王座獲得
2011年9月10日、Strikeforce: Barnett vs. KharitonovのStrikeforce世界ミドル級タイトルマッチで王者ホナウド・ジャカレイに挑戦。多彩な蹴り技で試合を終始コントロールして、3-0の5R判定勝ち。王座獲得に成功した。
2012年1月7日、Strikeforce: Rockhold vs. JardineのStrikeforce世界ミドル級タイトルマッチでキース・ジャーディンと対戦し、1R終盤に右フックでダウンを奪いパウンドで1RTKO勝ち。王座の初防衛に成功した。
2012年7月14日、Strikeforce: Rockhold vs. KennedyのStrikeforce世界ミドル級タイトルマッチでティム・ケネディと対戦し、3-0の5R判定勝ち。2度目の防衛に成功した。
2013年、StrikeforceがUFCに統合されたため、そのままUFCに移籍。

### UFC
2013年5月18日、UFC初参戦となったUFC on FX 8でミドル級ランキング2位のビクトー・ベウフォートと対戦し、1R中盤に左バックスピンキックでダウンを奪われ、追撃のパウンドでKO負け。UFCは黒星スタートとなった。
2014年1月15日、UFC Fight Night: Rockhold vs. Philippouでミドル級ランキング10位のコスタ・フィリッポウと対戦し、左ミドルキックで1RKO勝ち。ノックアウト・オブ・ザ・ナイトを受賞した。
2014年4月26日、UFC 172でミドル級ランキング13位のティム・ボッシュと対戦し、横三角絞めで固めた姿勢からキムラロックを極め1R一本勝ち。
2014年9月29日、アディダスとスポンサー契約を結んだ。
2014年11月8日、UFC Fight Night: Rockhold vs. Bispingでミドル級ランキング9位のマイケル・ビスピンと対戦。2Rに左ハイキックでダウンを奪い、マウントからのギロチンチョークで一本勝ち。パフォーマンス・オブ・ザ・ナイトを受賞した。
2015年4月18日、UFC on FOX 15でミドル級ランキング2位のリョート・マチダと対戦。グラウンドで試合をコントロールして、リアネイキドチョークで2R一本勝ち。パフォーマンス・オブ・ザ・ナイトを受賞した。

#### UFC世界王座獲得
2015年12月12日、UFC 194のUFC世界ミドル級タイトルマッチで王者クリス・ワイドマンに挑戦。序盤から一進一退の攻防を繰り広げ、3R終盤にテイクダウンを奪い、マウントを奪取してパウンドとエルボー連打でストップ寸前まで追い込み、4R序盤に再びテイクダウンを奪ってパウンドでTKO勝ち。Strikeforceに続いてUFCの王座獲得に成功し、ファイト・オブ・ザ・ナイトを受賞した。

#### 世界王座陥落
2016年6月4日、UFC 199のUFC世界ミドル級タイトルマッチでクリス・ワイドマンとの再戦が決定するもワイドマンのヘルニアによる負傷欠場で、代役のミドル級ランキング4位の挑戦者マイケル・ビスピンと再戦。オッズでは圧倒的に有利であったが、下馬評を覆され左フックで1RKO負け。初防衛に失敗し、王座から陥落した。
2017年9月16日、1年3か月ぶりの復帰戦となったUFC Fight Night: Rockhold vs. Branchでミドル級ランキング9位のデヴィッド・ブランチと対戦。1Rにブランチのパンチ連打で足が止まったものの、2Rにテイクダウンを奪い、バックマウントからのパウンドでギブアップ勝ち。
2018年2月11日、UFC 221のUFC世界ミドル級暫定王座決定戦でミドル級ランキング1位のヨエル・ロメロと対戦。ローキックを効かせるものの、3Rに左フックでダウンを喫したところに追撃の左アッパーで失神KO負け。暫定王座獲得に失敗した。この試合はロメロが2.7ポンド体重超過したことにより、ロメロのファイトマネーの30%をロックホールドに譲渡し、ロックホールドが勝利した場合にのみ暫定王座のベルトが与えられることとなっていた。
2018年11月3日、UFC 230でミドル級ランキング3位のクリス・ワイドマンと再戦する予定であったが、ロックホールドが負傷欠場したため、ワイドマンは同大会でデヴィッド・ブランチと対戦予定であったホナウド・ジャカレイと最終的に対戦することとなった。
2019年7月6日、ライトヘビー級転向初戦となったUFC 239でライトヘビー級ランキング6位のヤン・ブラホヴィッチと対戦し、クリンチからの離れ際に左フックを被弾し、パウンドで2R失神KO負け。試合後に顎を骨折していたことが判明した。
2021年11月6日、UFC 268でミドル級ランキング7位のショーン・ストリックランドと対戦予定であったが、椎間板ヘルニアで欠場した。
2022年8月20日、約3年1カ月ぶりの復帰戦となったUFC 278でミドル級ランキング6位のパウロ・コスタと対戦。コスタの打撃を耐え抜き、再三にわたり左ストレートと左ミドルキックをヒットさせるなど激闘を繰り広げるも、0-3の判定負け。ファイト・オブ・ザ・ナイトを受賞し、試合後のインタビューで引退を発表した。

## ファイトスタイル
スタンドでは長い脚を活かした強烈なミドルキックやブラジリアンハイキックを武器としており、基本的に打撃を無駄打ちすることが少ない堅実なスタイルを持つ。グラウンドでは極めの強さを持ち、ティム・ボッシュ戦では三角絞めを極めた状態で同時にキムラロックを極めるという柔術テクニックを披露した。近年は打撃のディフェンスの甘さが指摘されており、打撃をガードではなくスウェーで交わす癖があるため、その際に打撃を被弾することが多い。

## 人物・エピソード
- モデルとしても活動しており、ニューヨーク・コレクションの出演やラルフ・ローレンのフレグランス「Polo Blue」の広告塔に起用されている[7]。
- サーフィンが趣味でコスタリカやメキシコまで遠征に行く[3]。
- グラミー賞を受賞している女優兼歌手のデミ・ロヴァートと一時期交際しており[8]、2016年に開催されたUFC 205の会場には一緒に姿を現していたが、翌年1月に破局した。

## 戦績

### 総合格闘技
| 総合格闘技 戦績 | 総合格闘技 戦績 | 総合格闘技 戦績 | 総合格闘技 戦績 | 総合格闘技 戦績 | 総合格闘技 戦績 | 総合格闘技 戦績 |
| --------------- | --------------- | --------------- | --------------- | --------------- | --------------- | --------------- |
| 22 試合         | (T)KO           | 一本            | 判定            | その他          | 引き分け        | 無効試合        |
| 16 勝           | 5               | 9               | 2               | 0               | 0               | 0               |
| 6 敗            | 5               | 0               | 1               | 0               | 0               | 0               |

| 勝敗 | 対戦相手               | 試合結果                                    | 大会名                                                                        | 開催年月日     |
| ×    | パウロ・コスタ         | 5分3R終了 判定0-3                           | UFC 278: Usman vs. Edwards 2                                                  | 2022年8月20日  |
| ×    | ヤン・ブラホヴィッチ   | 2R 1:39 KO（左フック→パウンド）             | UFC 239: Jones vs. Santos                                                     | 2019年7月6日   |
| ×    | ヨエル・ロメロ         | 3R 1:48 KO（左フック→パウンド）             | UFC 221: Romero vs. Rockhold 【UFC世界ミドル級暫定王座決定戦】                | 2018年2月11日  |
| ○    | デヴィッド・ブランチ   | 2R 4:05 ギブアップ（パウンド）              | UFC Fight Night: Rockhold vs. Branch                                          | 2017年9月16日  |
| ×    | マイケル・ビスピン     | 1R 3:36 KO（左フック→パウンド）             | UFC 199: Rockhold vs. Bisping 2 【UFC世界ミドル級タイトルマッチ】             | 2016年6月4日   |
| ○    | クリス・ワイドマン     | 4R 3:12 TKO（パウンド）                     | UFC 194: Aldo vs. McGregor 【UFC世界ミドル級タイトルマッチ】                  | 2015年12月12日 |
| ○    | リョート・マチダ       | 2R 2:31 リアネイキドチョーク                | UFC on FOX 15: Machida vs. Rockhold                                           | 2015年4月18日  |
| ○    | マイケル・ビスピン     | 2R 0:57 ギロチンチョーク                    | UFC Fight Night: Rockhold vs. Bisping                                         | 2014年11月8日  |
| ○    | ティム・ボッシュ       | 1R 2:08 キムラロック                        | UFC 172: Jones vs. Teixeira                                                   | 2014年4月26日  |
| ○    | コスタ・フィリッポウ   | 1R 2:31 KO（左ミドルキック）                | UFC Fight Night: Rockhold vs. Philippou                                       | 2014年1月15日  |
| ×    | ヴィトー・ベウフォート | 1R 2:32 KO（左バックスピンキック→パウンド） | UFC on FX 8: Belfort vs. Rockhold                                             | 2013年5月18日  |
| ○    | ティム・ケネディ       | 5分5R終了 判定3-0                           | Strikeforce: Rockhold vs. Kennedy 【Strikeforce世界ミドル級タイトルマッチ】   | 2012年7月14日  |
| ○    | キース・ジャーディン   | 1R 4:26 TKO（パウンド）                     | Strikeforce: Rockhold vs. Jardine 【Strikeforce世界ミドル級タイトルマッチ】   | 2012年1月7日   |
| ○    | ホナウド・ジャカレイ   | 5分5R終了 判定3-0                           | Strikeforce: Barnett vs. Kharitonov 【Strikeforce世界ミドル級タイトルマッチ】 | 2011年9月10日  |
| ○    | ポール・ブラッドリー   | 1R 2:24 TKO（ボディへの膝蹴り）             | Strikeforce Challengers 6                                                     | 2010年2月26日  |
| ○    | ジェシー・テイラー     | 1R 3:42 チョークスリーパー                  | Strikeforce Challengers 4                                                     | 2009年11月6日  |
| ○    | コリィ・ディベラ       | 1R 0:30 チョークスリーパー                  | Strikeforce Challengers 2                                                     | 2009年6月19日  |
| ○    | バック・メルティス     | 1R 4:07 チョークスリーパー                  | Strikeforce: Shamrock vs. Diaz                                                | 2009年4月11日  |
| ○    | ニック・シオティコス   | 1R 3:06 チョークスリーパー                  | Strikeforce: Destruction                                                      | 2008年11月18日 |
| ○    | ジョシュ・ニール       | 1R 1:49 ギブアップ（パンチ連打）            | Strikeforce: Young Guns 2                                                     | 2008年2月1日   |
| ×    | トニー・ロバルカヴァ   | 1R 2:46 TKO（パウンド）                     | Melee on the Mountain                                                         | 2007年11月6日  |
| ○    | マイク・マルティネス   | 1R 2:44 腕ひしぎ十字固め                    | Melee on the Mountain                                                         | 2007年7月24日  |

### ベアナックル・ボクシング
- 1戦 1敗

| 戦           | 日付          | 勝敗 | 時間    | 内容 | 対戦相手       | 国籍           | 備考    |
| ------------ | ------------- | ---- | ------- | ---- | -------------- | -------------- | ------- |
| 1            | 2023年4月29日 | 敗北 | 2R 1:15 | TKO  | マイク・ペリー | アメリカ合衆国 | BKFC 41 |
| テンプレート |               |      |         |      |                |                |         |

## 獲得タイトル
- 世界ノーギ柔術選手権 紫帯91.5kg未満級 優勝（2007年）
- 世界柔術選手権 青帯94.3kg未満級 優勝（2007年）
- 第5代Strikeforce世界ミドル級王座（2011年）
- 第7代UFC世界ミドル級王座（2015年）

## 表彰
- ブラジリアン柔術 黒帯
- UFC ファイト・オブ・ザ・ナイト（2回）
- UFC ノックアウト・オブ・ザ・ナイト（1回）
- UFC パフォーマンス・オブ・ザ・ナイト（3回）